# Kastfjärdens naturreservat
Kastfjärdens naturreservat är ett naturreservat i Skellefteå kommun i Västerbottens län.
Området är naturskyddat sedan 2024 och är 14 hektar stort. Reservatet ligger sydost om Bureå vid södra stranden av Blommersjön och består av naturskogsartade barrblandskogar.